# Escut de Mollet del Vallès
L'escut oficial de Mollet del Vallès té el següent blasonament:
| «                                                                                       | Escut caironat: d'argent, un moll nadant de gules; el peu d'or, 4 pals de gules. Per timbre una corona mural de vila. | » |
| — Diari Oficial de la Generalitat de Catalunya. Núm. 1137 (28 d'abril de 1989), p. 1879 | |   |

## Història
Va ser aprovat el 7 d'abril del 1989 i publicat al DOGC el 28 del mateix mes amb el número 1137.
El moll és un senyal parlant tradicional. Els Quatre Pals recorden la jurisdicció comtal-reial.